# Gerhard Kleinmagd
Gerhard Kleinmagd (* 7. November 1937 in Hamburg; † 17. November 2010 ebenda) war ein Hamburger Politiker der CDU (später der SPD) und Mitglied der Hamburgischen Bürgerschaft.

## Leben und Politik
Kleinmagd war gelernter Einzelhandelskaufmann und Betriebswirt. Am Beginn der 90er Jahre war er selbständiger Bäckermeister und Inhaber der Brezelbäckerei Blasius Kleinmagd.
Er war vom Juni 1982 bis Januar 1983 und von April 1983 bis 1993 für die CDU in der Hamburger Bürgerschaft vertreten. Dort war er für die CDU-Fraktion unter anderem im Eingabenausschuss, im Ausschuss für Hafen, Wirtschaft und Landwirtschaft sowie im Ausschuss für die Situation und der Rechte von Ausländern. Später wechselte er die Parteien und ging zu den Sozialdemokraten. Er saß bis 2008 für die SPD in der Bezirksversammlung in Hamburg-Eimsbüttel.